# Yell (超特急の曲)
「Yell」（エール）は、超特急の11枚目のシングル。2016年3月2日にSDRから発売された。

## 概要
前作「Beautiful Chaser」から約半年ぶりとなるシングル。なお、2016年のシングルリリースは今作のみである。
「Yell」は、関西テレビ・フジテレビ系ドラマ「お義父さんと呼ばせて」の主題歌。「結婚」というドラマのテーマに寄り添い、楽曲コンセプトも「ウエディングソング」「人生の応援歌」となった。ミュージックビデオでは、それに加えて家族の中に生まれる「新たな命」と「別れ」を描いている。パフォーマンス面においても、これまでの個性的なシングル曲と異なり、「等身大」の表現や曲の中の登場人物に寄り添ったパフォーマンスが心掛けられている。
『通常盤』のほか、CanCamの編集部スタッフがプロデュースを手掛けたフォトブックとセットの『初回限定盤』、ライブツアー「超特急 LIVE TOUR 2016 Synchronism ～Shout & Body～ / ～Body & Groovin’～」のライブチケット購入者のみ入手可能な『ツアー盤』の3形態で発売され、オリコンウィークリーチャート4位にランクイン。シングル・アルバム通算10作連続トップ10入り記録を達成した。

## 収録曲
初回限定盤
1. 「Yell」 – 5:29
作詞：多田慎也 / 作曲：渡辺拓也、多田慎也 / 編曲：渡辺拓也
2. 「OVER DRIVE」 – 4:41
作詞：喜介 / 作曲・編曲：渡辺拓也

通常盤
1. 「Yell」
2. 「OVER DRIVE」
3. 「Turn Up」 – 3:44
作詞：Kabashima Kenji / 作曲：BAGUZERO、Kabashima Kenji / 編曲：BAGUZERO

ツアー盤
1. 「Yell」
2. 「Synchronism」 – 3:53
作詞：古屋真 / 作曲：SiZK、Stephen McNair / 編曲：Stephen McNair

## タイアップ
| 曲名 | タイアップ                                             |
| ---- | ------------------------------------------------------ |
| Yell | 関西テレビ・フジテレビ系「お義父さんと呼ばせて」主題歌 |